# جیندرا کوشتالووا
جیندرا کوشتالووا (به انگلیسی: Jindra Košťálová) ژیمناست زادهٔ - میلادی اهل کشور چکسلواکی است.